# كريستين ويلسون
كريستين ويلسون (بالإنجليزية: Kristen Wilson)‏ هي ممثلة أمريكية، ولدت في 4 سبتمبر 1969 في الولايات المتحدة.

## أعمال

### أفلام
- (2002) اعترافات عقلية خطيرة[1]

### مسلسلات
- عالم آخر

## وصلات خارجية
- كريستين ويلسون على موقع IMDb (الإنجليزية)
- كريستين ويلسون على موقع ألو سيني (الفرنسية)
- كريستين ويلسون على موقع أول موفي (الإنجليزية)
- كريستين ويلسون على موقع قاعدة بيانات برودواي على الإنترنت (الإنجليزية)
- كريستين ويلسون على موقع قاعدة بيانات الأفلام السويدية (السويدية)
- كريستين ويلسون على موقع إن إن دي بي (الإنجليزية)
- كريستين ويلسون على موقع قاعدة بيانات الفيلم (الإنجليزية)
- كريستين ويلسون على موقع كينوبويسك (الروسية)